# Sophelikoptern
Sophelikoptern är en svensk road-movie från 2016 i regi av Jonas Selberg Augustsén. Filmen är Augustséns första långfilm och är till större delen på romani, det är den tredje filmen han spelat in på ett av de svenska minoritetsspråken. En inspirationskälla var Gunnar Ekelöfs dikt Till de folkhemske som citeras i filmens inledning.
Sophelikoptern vann en guldbagge för bästa originalmusik och var nominerad i kategorierna bästa film, bästa foto och bästa kvinnliga huvudroll (Jessica Szoppe) vid Guldbaggegalan 2017.

## Handling
Handlingen kretsar kring syskonen Enesa, Saska och Baki som ger sig ut på en 100-mils resa genom Sverige för att hämta ett antikt väggur till sin gamla mormor Sirpa.

## Medverkande
| Jessica Szoppe          | – Enesa                |
| Christopher Burjanski   | – Baki                 |
| Daniel Szoppe           | – Saska                |
| Singoalla Millon        | – mormor Sirpa         |
| Rafael Szoppe           | – urmakarlärling       |
| Angelina Dimiter-Taikon | – mamma Siru           |
| Josef Balok             | – pappa Drishen        |
| Berthel Wiklund         | – bonde                |
| Alexander Thomas        | – bondens son          |
| Lotta Lindvall          | – mamma med son        |
| Antonio Palovaara       | – kille med bil        |
| Kerstin Nyman           | – kvinna på busstation |
| Bernt Granberg          | – läkare               |
| Mikael Andrén           | – Åke med stol         |
| Adam Huuva              | – rånare               |
| Anton Raukola           | – rånare               |
| Harriet Wikström        | – polis                |
| Lars-Åke Lundström      | – poliskollega         |
| Stig Lövborg            | – luffare              |